# Катеринівка (Близнюківська селищна громада)
Катери́нівка —  село в Україні, у Близнюківській селищній громаді Лозівського району Харківської області. Населення становить 60 осіб. До 2020 орган місцевого самоврядування — Лукашівська сільська рада.

## Географія
Село Катеринівка знаходиться в балці Водяна, по якій протікає пересихаючий струмок і через 12 км впадає в річку Велика Тернівка. Примикає до села Водолазьке, за 0,5 км село Водяне. В селі є велика загата.

## Історія
- 1925 - дата заснування.
- У січні 1942 року на території села Катеринівка билися воїни 977-го стрілецького полку. Особливо запеклі бої відбувались навесні та влітку 1943 року. Остаточно село було звільнене у вересні 1943 року. В братській могилі поховані радянські воїни, які загинули при оборонні та звільнені Катеринівки та сусідніх сіл. У могилі поховані 37 радянських воїнів. Воді прізвища 3 воїнів.

- 12 червня 2020 року, відповідно до Розпорядження Кабінету Міністрів України № 725-р «Про визначення адміністративних центрів та затвердження територій територіальних громад Харківської області», увійшло до складу Близнюківської селищної громади.[1]
- 19 липня 2020 року, в результаті адміністративно-територіальної реформи та ліквідації Близнюківського району, увійшло до складу Лозівського району Харківської області.[2]

## Культура
- Школа.

## Екологія
В 0,5 км від села проходить аміакопровід.

## Відомі люди
- Карюк Геннадій Васильович — український та російський кінооператор.